# Эмброус, Маркос

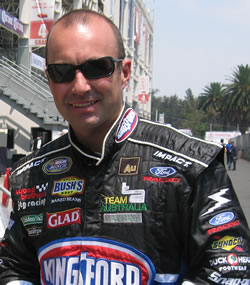
Маркос Эмброус

Ма́ркос Э́мброус (англ. Marcos Ambrose, род. 1 сентября 1976, Лонсестон, Тасмания) — австралийский автогонщик, двукратный чемпион (2003, 2004) серии Australian V8 Supercars.

## Карьера
- 1996 — австралийская Формула Форд, 4-е место.
- 1997 — австралийская Формула Форд, 2-е место.
- 1999 — британская Формула Форд, 3-е место.
- 2000 — британская Формула-3.
- 2001 — Australian V8 Supercars, 8-е место.
- 2002 — Australian V8 Supercars, 3-е место.
- 2003 — Australian V8 Supercars, 1-е место.
- 2004 — Australian V8 Supercars, 1-е место.
- 2005 — Australian V8 Supercars, 3-е место.
- 2006 — NASCAR Craftsman Truck Series, 21-е место.
- 2007 — NASCAR Busch Series, 8-е место.